# چه شورها
«چه شورها که من به‌پا ز شاهناز می‌کنم» یا به‌اختصار «چه شورها» تصنیفی در دستگاه شور از عارف قزوینی است که اواخر سال ۱۳۳۶ ه.ق ساخته شد. عارف قزوینی اثر را برای ابراهیم منصوری خوانده و او آن را نت‌نویسی کرده‌است.
خوانندگان مختلفی مانند امامی تاکنون این تصنیف را اجرا کرده‌اند. 

## ماجرای تصنیف
بنا به‌ گفتهٔ عارف قزوینی در دیوانش، چه شورها در استانبول و پس از «معلوم شدن خیالات ترک‌ها نسبت به آذربایجان» تصنیف شده‌است.